# Furcifer antimena
Furcifer antimena — вид ящірок з родини Хамелеони (Chamaeleonidae).

## Поширення
Цей вид поширений на південному-заході Мадагаскару на висоті від 5 до 80 м над рівнем моря. Східна межа ареалу знаходиться у районі ботанічного парку Антсокай і злітно-посадкової смуги міста Туліара. Північна межа ареалу знаходиться в селищі Анкотапіку, недалеко від міста Моромбе. Площа ареалу оцінюється у близько 6310 км²; Річки Онілахі і Мангокі по всій видимості, утворюють природні межі для поширення цього виду, і тому він не вважається більш поширеним, ніж в даний час відомо.

## Опис
Самці Furcifer antimena мають спинний гребінь, який формується близько тридцятьма конусоподібними лусочками, кожна з яких становить від 3 до 6 мм завдовжки. Самці зеленого кольору з жовтими і/або білуватими смугами, а самки повністю темно-зелені. Самціможуть вирости до максимальної довжини 34 см, а самиці до 17 см.